# Hans Andreas Limi
Hans Andreas Limi (født 26. september 1960 i Skien) er en norsk politiker (FrP). Han er medlem af Bærum kommunestyre siden 2011, leder i Akershus Fremskrittsparti siden 2012 og valgt ind i Stortinget fra Akershus siden 2013.
Limi har været medlem af Fremskrittspartiet siden 1979. Han var generalsekretær i Fremskrittspartiets Ungdom 1984–1986, kontorchef i Fremskrittspartiet 1986–1988 og derefter generalsekretær i partiet 1988–1994. Limi var medlem af Skien bystyre og formandskab 1984–1987. Han var medlem af Oslo bystyre fra 1988, men fik permission fra hvervet i 1989. Han overtog finansbyrådet i Oslo efter Sverre Frich jr. i april 1991 og sad året ud. Limi har også siddet i Kringkastingsrådet.
Efter eksamen ved Telemark Handelsgymnasium i 1979, studerede han bedriftsøkonomi ved Bedriftsøkonomisk Institut. Limi trak sig fra stillingen som generalsekretær i Fremskrittspartiet i maj 1994, og gik i stedet over i en stillingen som ejendomschef i Olav Thon-gruppen. Han har siden været udviklingsdirektør i Steen & Strøm AS, etableringsdirektør i ICA Norge AS og daglig leder i eget konsulentselskab.
Limi er siden 1984 gift med partikollega Vibeke Limi.

## Stortingskomiteer
- 2013–2017 medlem i Finanskomiteen[7]